# Elizabeth Jagger
Elizabeth Jagger (New York, 2 maart 1984) is een Brits-Amerikaans fotomodel en een dochter van Mick Jagger en Jerry Hall. Zij is onder andere actief als voorvechtster van gelijke rechten voor mannen en vrouwen en strijdt voor de ratificatie van de Equal Rights Amendment in de Amerikaanse grondwet.